# Pleasure to Kill
Pleasure to Kill è il secondo album in studio del gruppo musicale thrash metal tedesco Kreator, pubblicato nel 1986 dalla Noise Records.

## Il disco
Questo è l'album che ha permesso ai Kreator di consolidarsi come gruppo nella scena thrash metal underground.
Curioso come la voce di Mille Petrozza si alterni alla voce del batterista nel susseguirsi delle tracce. Infatti il chitarrista canta in Ripping Corpse, Pleasure to Kill, The Pestilence, Carrion e Under the Guillotine. Nelle restanti tracce è presente Jürgen Reil nelle vesti di cantante.
Molte band death metal hanno citato questo album come loro fonte di ispirazione.

## Edizioni
L'album fu ristampato aggiungendo l'EP Flag of Hate, di cui le bonus track fanno parte.

## Tracce
1. Choir of the Damned (Intro) – 1:40
2. Ripping Corpse – 3:36
3. Death is your Saviour – 3:58
4. Pleasure to Kill – 4:11
5. Riot of Violence – 4:56
6. The Pestilence – 6:58
7. Carrion – 4:48
8. Command of the Blade – 3:56
9. Under the Guillotine – 4:38

- Bonus tracks: 
  - Flag of Hate – 3:56
  - Take Their Lives – 6:27
  - Awakening of the Gods – 7:30

## Formazione
- Mille Petrozza - chitarra, voce
- Roberto "Rob" Fioretti - basso
- Jürgen "Ventor" Reil - batteria, voce su "Death is your Saviour", "Riot of Violence" e "Command of the Blade"

## Curiosità
L'album viene citato più volte nella serie tv Dark.